# Caramelo e' Chocolate (telenovela guatemalteca)
Caramelo e' Chocolate fue una telenovela guatemalteca, realizada por Televisiete en 2015, basado en la telenovela venezolana del mismo nombre, original de Carlos Pérez, fue producida por Delfina Catalá y la presidenta del canal Lil Rodríguez; fue protagonizada por Giancarlo Pasqualotto y Brenda Hanst.

## Sinopsis
La Tía Bruselas, que puede hablar con espíritus del más allá, se entera de que viene un cambio en su familia. Una nieta suya, negrita ella, va a encontrar el amor. 
Micaela Morao, la nieta, se acaba de graduar de técnico superior en Publicidad. Además, tiene un dinerito para comprarse los estrenos, pero ella lo invierte en alisarse el cabello, porque está segura que eso le cambiará la vida. 
Tiene tres hermanos. Dos de ellos son medio sinvergüenzas y la otra está traumada porque le mataron a su hijito. Monchito D’Amici es el apuesto y caucásico galán. No tiene hermanos, pero sí un primo. 
Sus padres son clase media progresista. Su papá es un cuarentón "viva la Pepa" y su madre una orgullosa con pretensiones de high class. Cree haberse enamorado de Carlota, una millonaria, rubia y frívola; hasta que conoce a Micaela y se enamora de ella. 
Así los dos tienen que superar su tres grandes problemas: Carlota, la diferencia de clases y la diferencia de Razas.

## Versión Venezuela
En Venezuela, por TVes de 2008 en Caramelo e' Chocolate.